# Neoseiulus harrowi
Neoseiulus harrowi är en spindeldjursart som först beskrevs av Elsie Collyer 1964.  Neoseiulus harrowi ingår i släktet Neoseiulus och familjen Phytoseiidae. Inga underarter finns listade i Catalogue of Life.